# Vindrue
Vindruer er vinstokkens frugt. Frugten sidder i klaser og kan indeholde kerner. Druerne kan være mørke i blå eller røde nuancer eller lyse, hvor nuancerne svinger mellem gul og grøn.
Vindruer spises som frugt, men anvendes i endnu større omfang til fremstilling af vin og rosiner. Druerne findes i en række fødevarer. Af kernerne kan presses olie.